# Karibská kuchyně

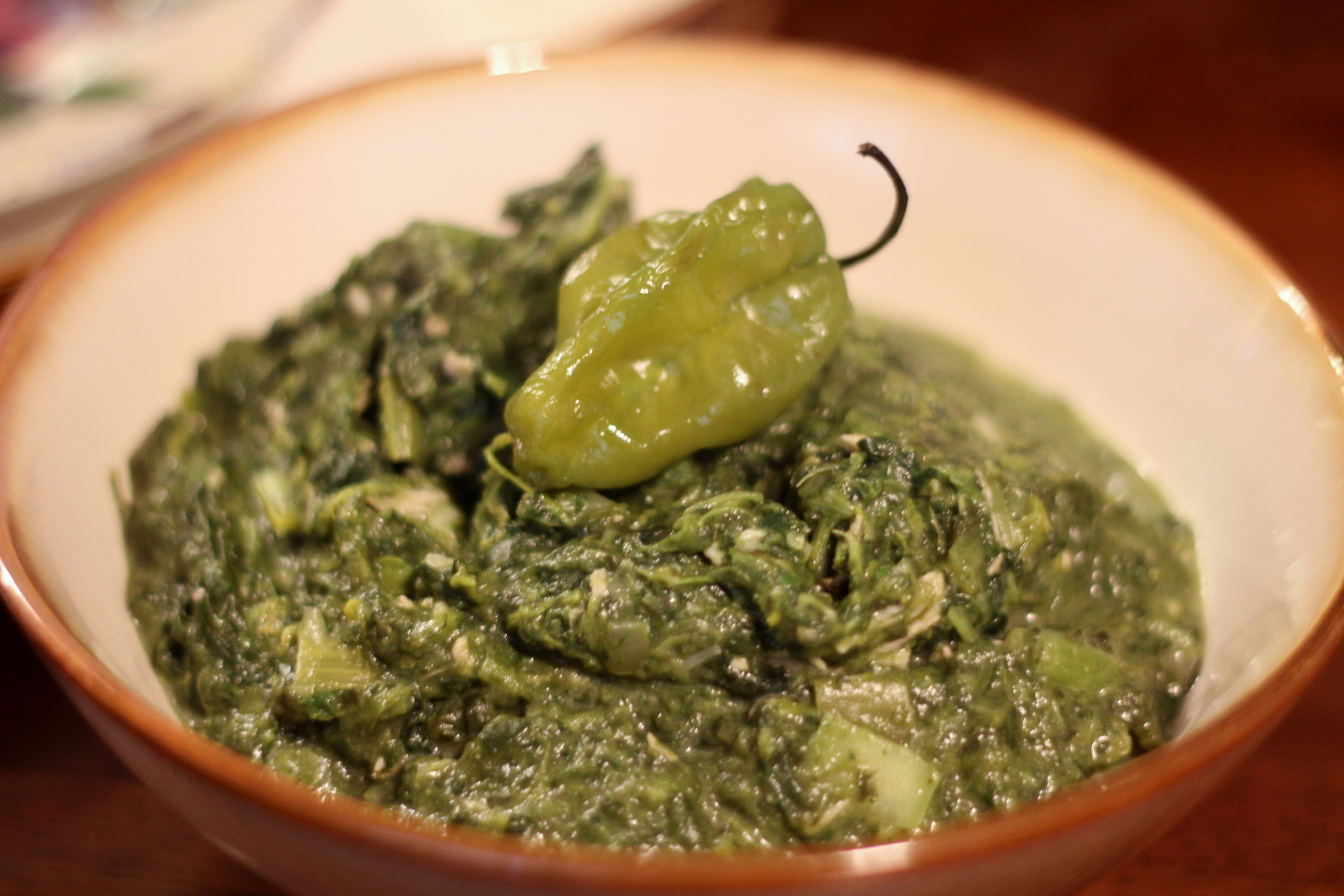
Callaloo

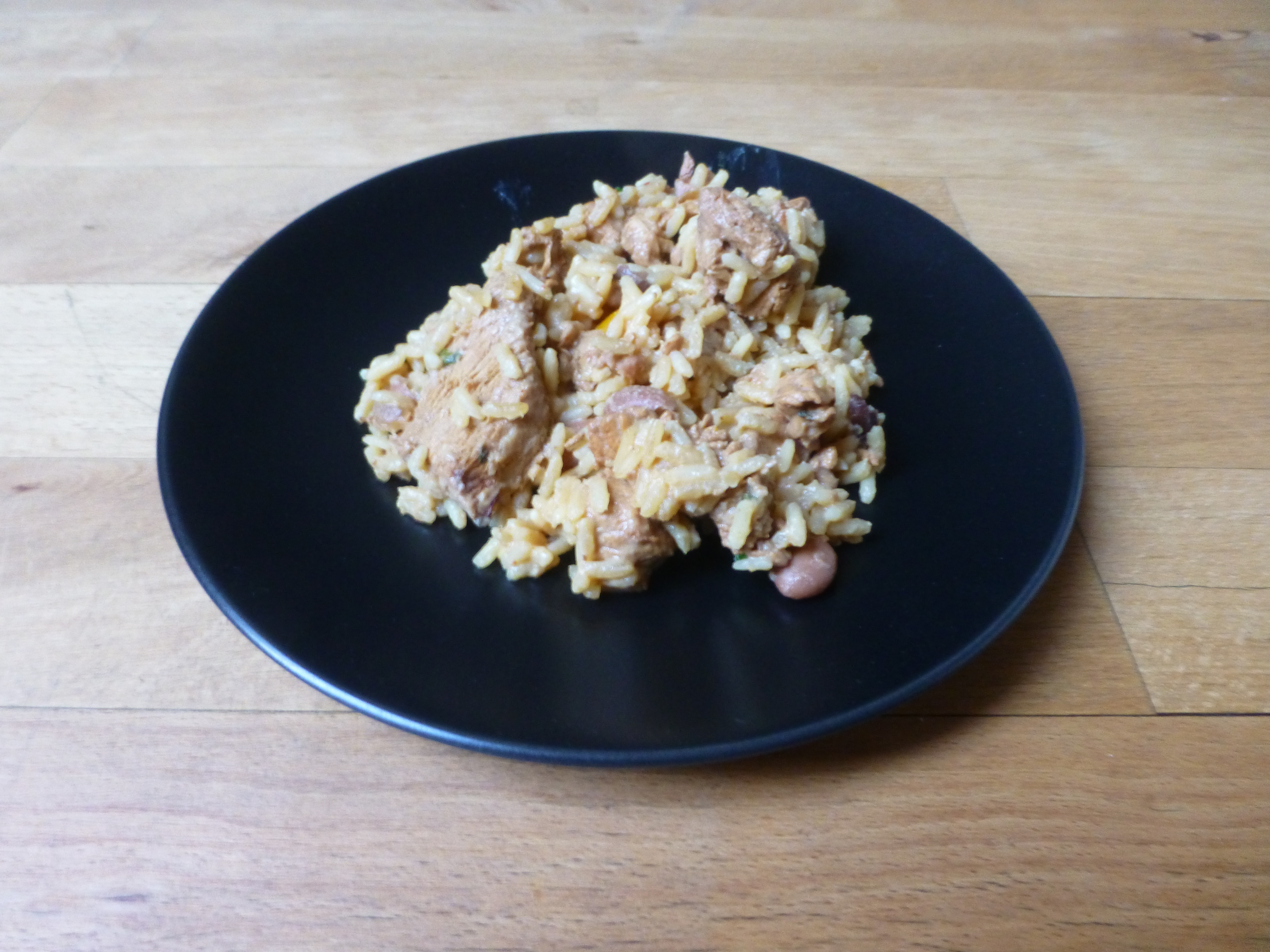
Pelau

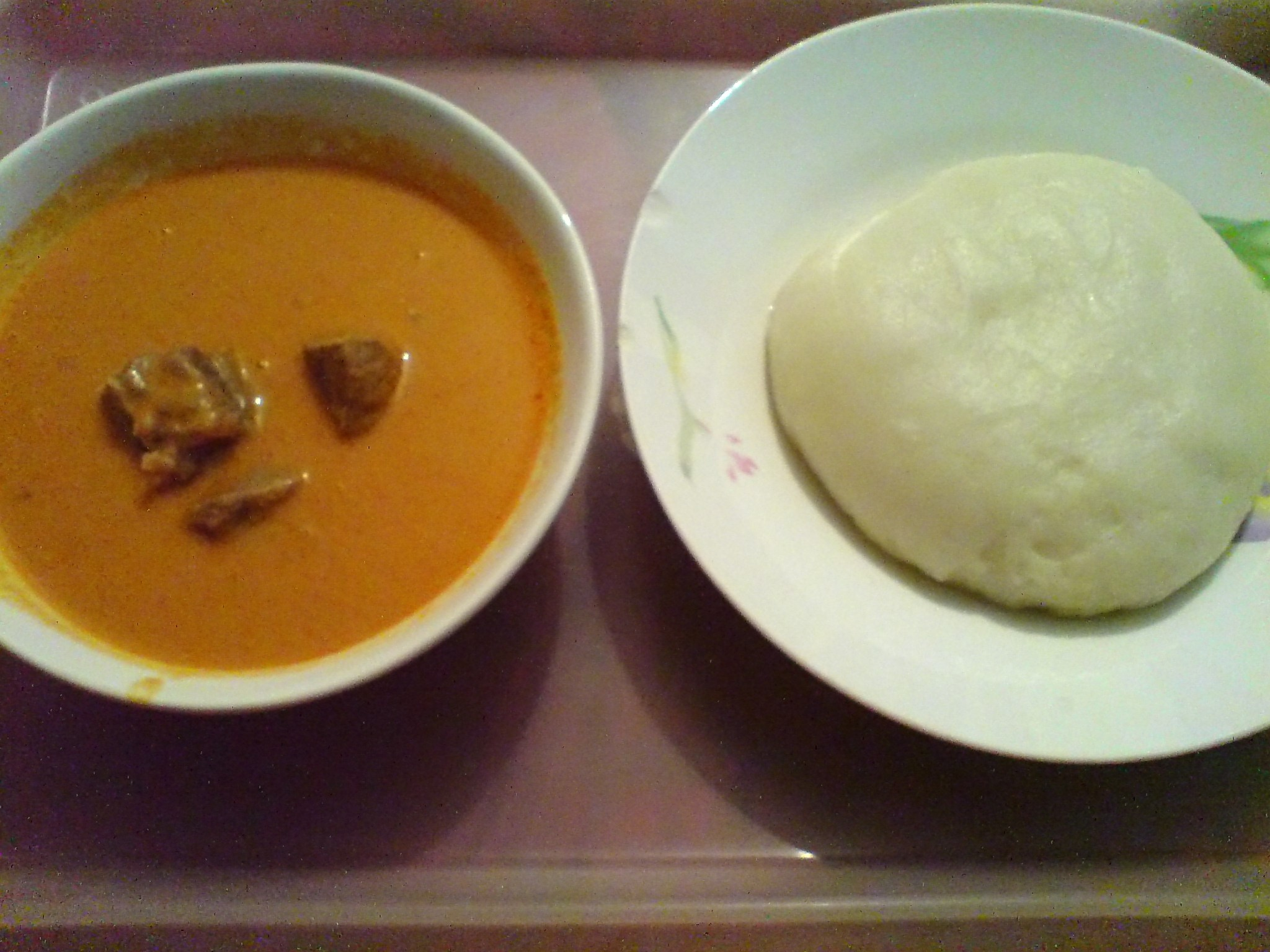
Fufu

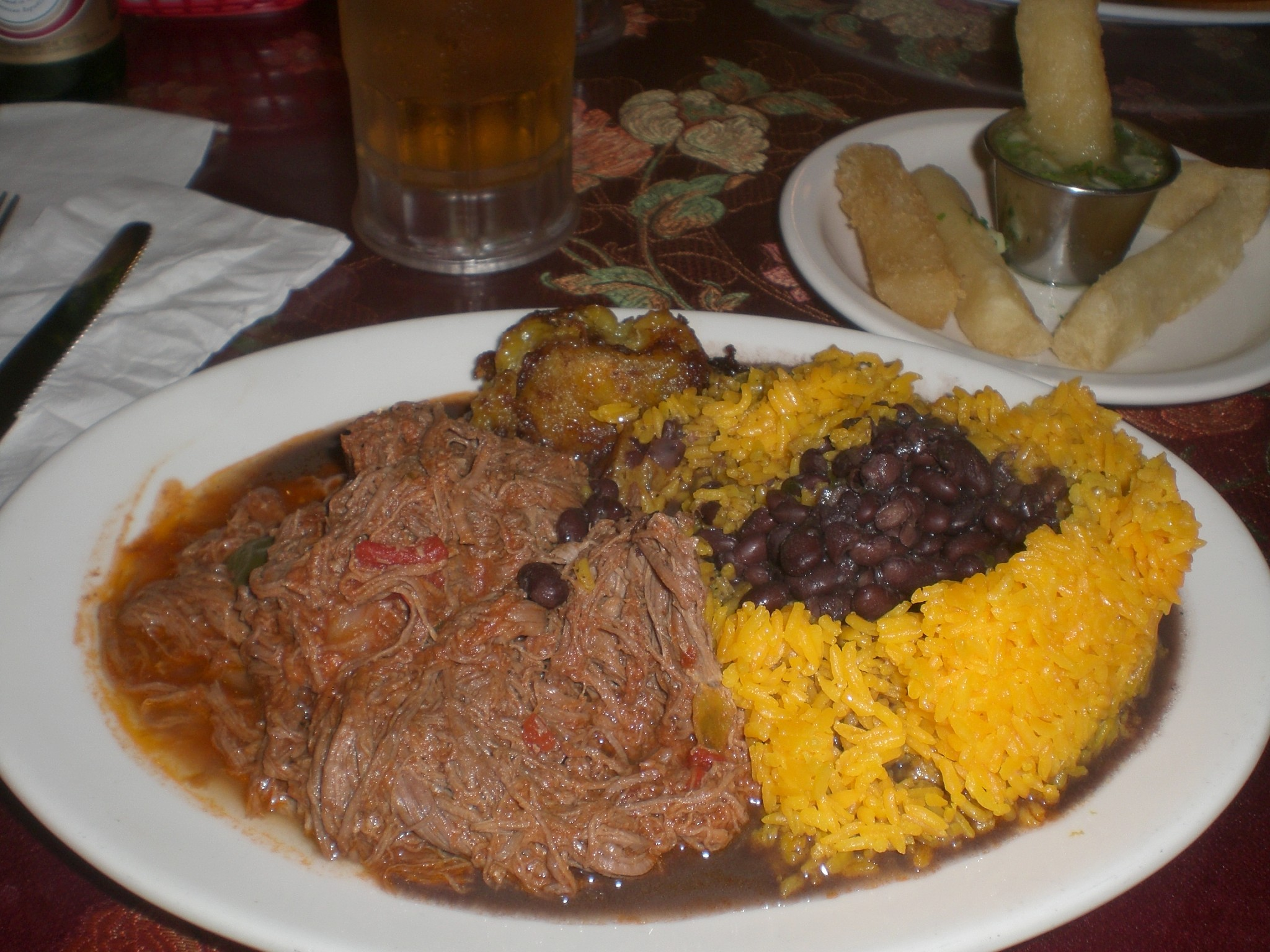
Ropa vieja

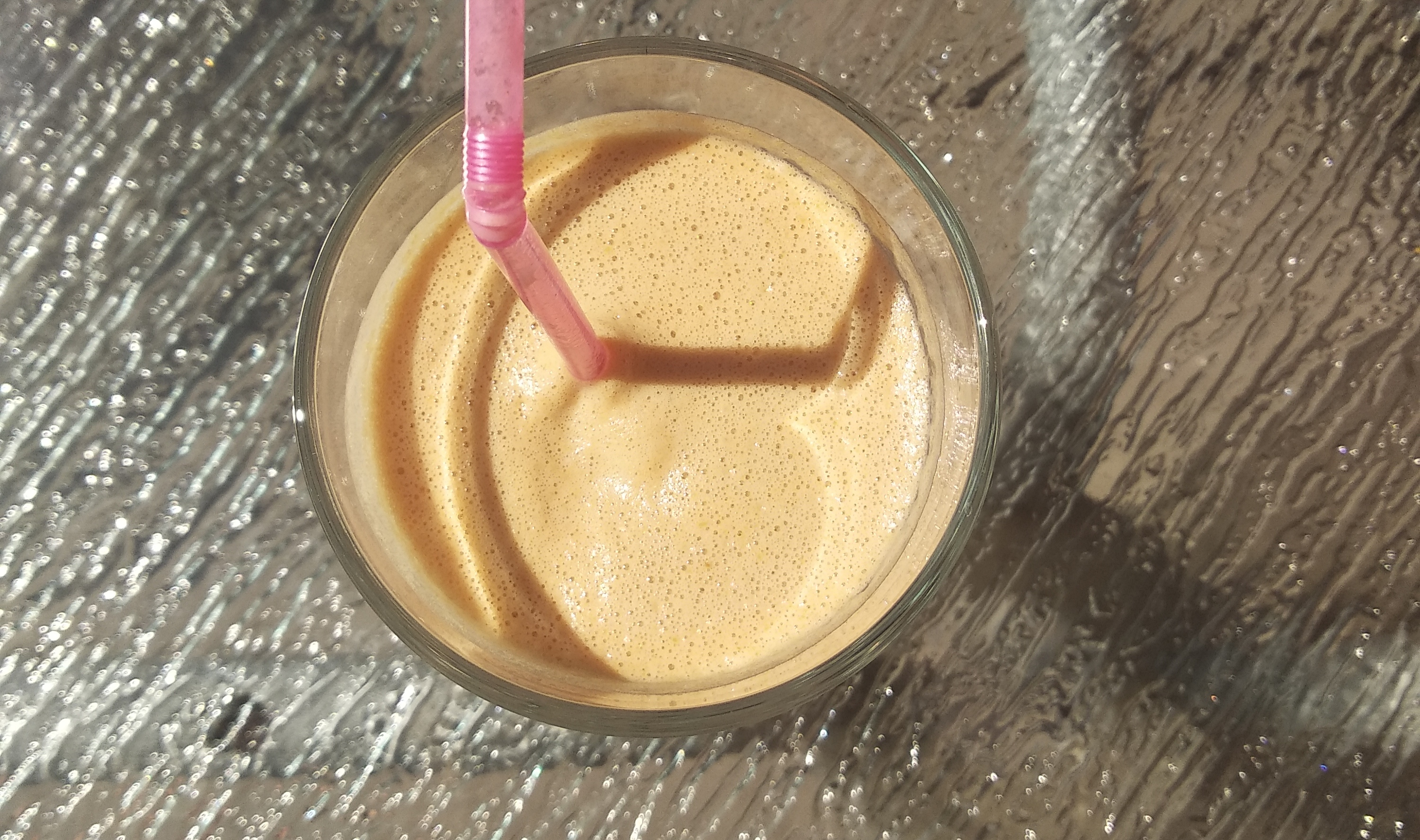
Peanut punch

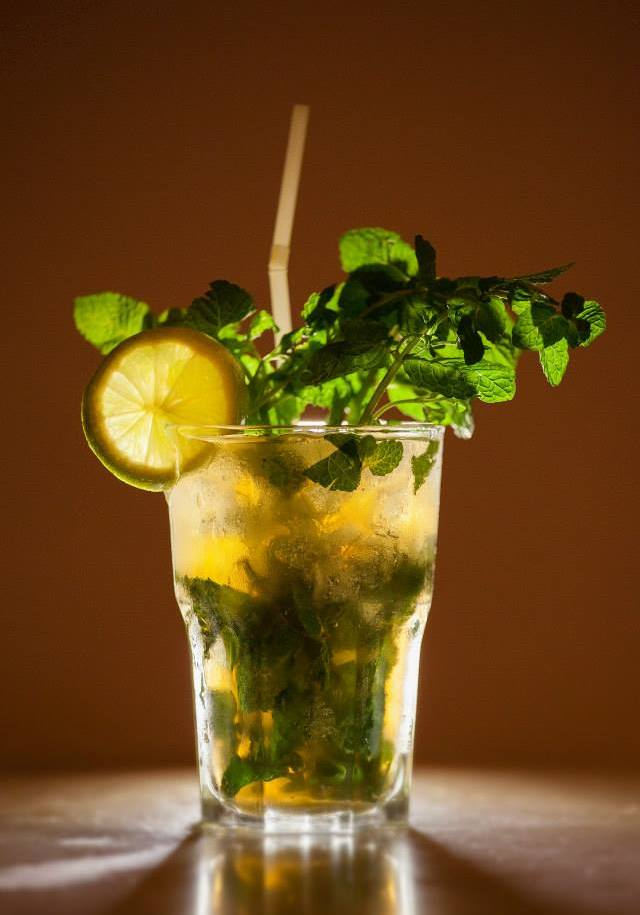
Mojito

Karibská kuchyně je označení pro kuchyni karibských ostrovů, lze se s ní ale setkat také na pobřeží některých států jižní a střední Ameriky (jako Honduras, Panama nebo Guyana). Protože vychází především z africké kuchyně, tak se taky někdy označuje také jako afro-karibská kuchyně. Byla ale ovlivněna také evropskou kuchyní, latinskoamerickou kuchyní, kuchyní místních Indiánů nebo i indickou kuchyní. V každé části Karibiku se kuchyně liší.

## Typické suroviny
Mezi typické suroviny karibské kuchyně patří rýže, plantainy, fazole, maniok, chilli papričky, cizrna, rajčata, batáty (sladké brambory), kokos, maso, ryby a mořské plody. Typickým karibským ochucovadlem je zelená olejová marináda, jejímž základem bývá chilli, česnek, cibule, celer nebo koriandr. Mezi typická karibská koření patří chilli, koriandr, rýmovník, pažitka nebo majoránka.

## Typické pokrmy
- Callaloo, dušená směs jejímž základem jsou listy taro (kolokázie jedlá), případně jiná listová zelenina. Často se přidávají mořské plody, kokosové mléko nebo zelenina.[3][4]
- Pelau, pokrm rozšířený především v oblasti Malých Antil. Jeho základem je rýže, dále se přidává maso, kokosové mléko, cukr a různé luštěniny.[4]
- Cou-cou, směs kukuřičné mouky a okry, rozšířená především v oblasti Malých Antil.[5]
- Fufu, nevýrazná placka podávaná jako příloha. Tento pokrm pochází z Afriky, kde je stále velmi populární.[6]
- Ropa vieja, národní jídlo Kuby, rozšířené především ve španělsky mluvící části Karibiku. Jedná se o trhané maso podávané se zeleninou.[7]
- Peanut punch, nápoj z arašídového másla[8]
- Rum
- Další alkoholické nápoje jako curaçao, daiquiri, malibu, mojito nebo piña colada

## Národní kuchyně
Seznam karibských národních kuchyní:
- Antiguanská a barbudská kuchyně
- Bahamská kuchyně
- Barbadoská kuchyně
- Dominická kuchyně
- Dominikánská kuchyně
- Grenadská kuchyně
- Haitská kuchyně
- Jamajská kuchyně
- Kubánská kuchyně
- Svatolucijská kuchyně
- Kuchyně Svatého Kryštofa a Nevise‎
- Kuchyně Svatého Vincence a Grenadin‎
- Kuchyně Trinidadu a Tobaga